# Mattia Cassani
Mattia Cassani (ur. 26 sierpnia 1983 w Borgomanero) – włoski piłkarz występujący na pozycji bocznego obrońcy.

## Kariera
28 maja 2009 roku Marcello Lippi powołał Cassaniego do kadry reprezentacji Włoch na towarzyskie spotkanie z Irlandią Północną. Debiut w drużynie narodowej zanotował jednak dopiero 19 listopada w zwycięskim 1:0 towarzyskim meczu przeciwko Szwecji.